# کرباموئیل کلرید

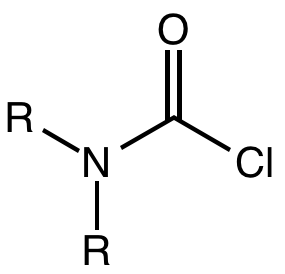
ساختار کلی کرباموئیل کلریدها

کرباموئیل کلرید(به انگلیسی: Carbamoyl chloride) یک گروه عاملی با فرمول شیمیایی R۲NC(O)Cl است. کرباموئیل کلرید والد، H۲NCOCl، ناپایدار است، اما بسیاری از آنالوگ‌های N-استخلافی از آن شناخته شده‌است. بیشتر این ترکیبات حساس به رطوبت، بی‌رنگ و محلول در حلال‌های آلی غیرقطبی هستند. مانند دی‌متیل‌کرباموئیل کلرید با دمای ذوب ۹۰- درجه سلسیوس و دمای جوش ۹۳ درجه سلسیوس. کرباموئیل کلریدها برای فرآوری تعدادی از آفت کش‌ها، مانند کربوفوران و الدیکارب استفاده می‌شود.

## تولید
کارباموئیل کلریدها از واکنش یک آمین با فسژن تهیه می‌شوند:
همچنین این ترکیبات با افزودن هیدروژن کلرید به ایزوسیانات‌ها ایجاد می‌شوند:
به این ترتیب کاربامونیل کلریدها را می‌توان با عاملیت N-H تهیه کرد.